# Pleurochaete luteola
Pleurochaete luteola là một loài Rêu trong họ Pottiaceae. Loài này được (Besch.) Thér. miêu tả khoa học đầu tiên năm 1926.